# Rodeo (tidskrift)
Rodeo  är en gratisdistribuerad mode- och kulturtidskrift som ges ut tio gånger per år i Sverige. Den hade en RS-kontrollerad upplaga på 38 200 exemplar per nummer 2007.